# Fälschungserschwerende Schrift

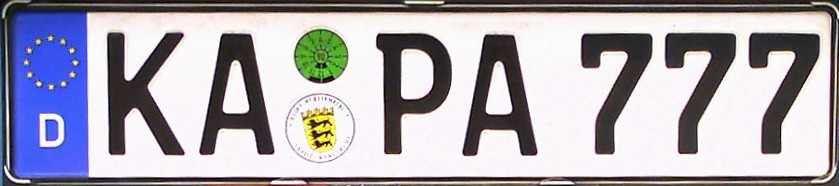
Voorbeeld van een Duitse nummerplaat met FE-Schrift

Het Fälschungserschwerende Schrift is een lettertype dat ontworpen is om het vervalsen van met name nummerplaten te bemoeilijken.
In het verleden werd Mittelschrift (DIN 1451) gebruikt op de Duitse nummerplaten maar door de vorm van de letters was dat gemakkelijk te vervalsen door met een zwarte stift streepjes toe te voegen, waardoor men bijvoorbeeld eenvoudig van een 'P' een 'R' of van een 'F' een 'E' kon maken. Bekende vervalsers waren leden van de Rote Armee Fraktion. Vanaf 1994 schakelde Duitsland daarom over op FE-Schrift. 
Verscheidene landen hebben dit kentekenlettertype overgenomen: Bosnië en Herzegovina, Kameroen, Malta, Oezbekistan, Sierra Leone, Sri Lanka, Uruguay, Zuid-Afrika en de Australische deelstaten Victoria, New South Wales en Queensland.

## Toepassingen
Dit lettertype wordt ook wel voor andere toepassingen gebruikt naast het gebruik voor nummerplaten voor auto's.
- Opdruk van vervoersbewijzen van Nederlandse Spoorwegen.